# Johannes-Nepomuk-Kirche (Breslau)

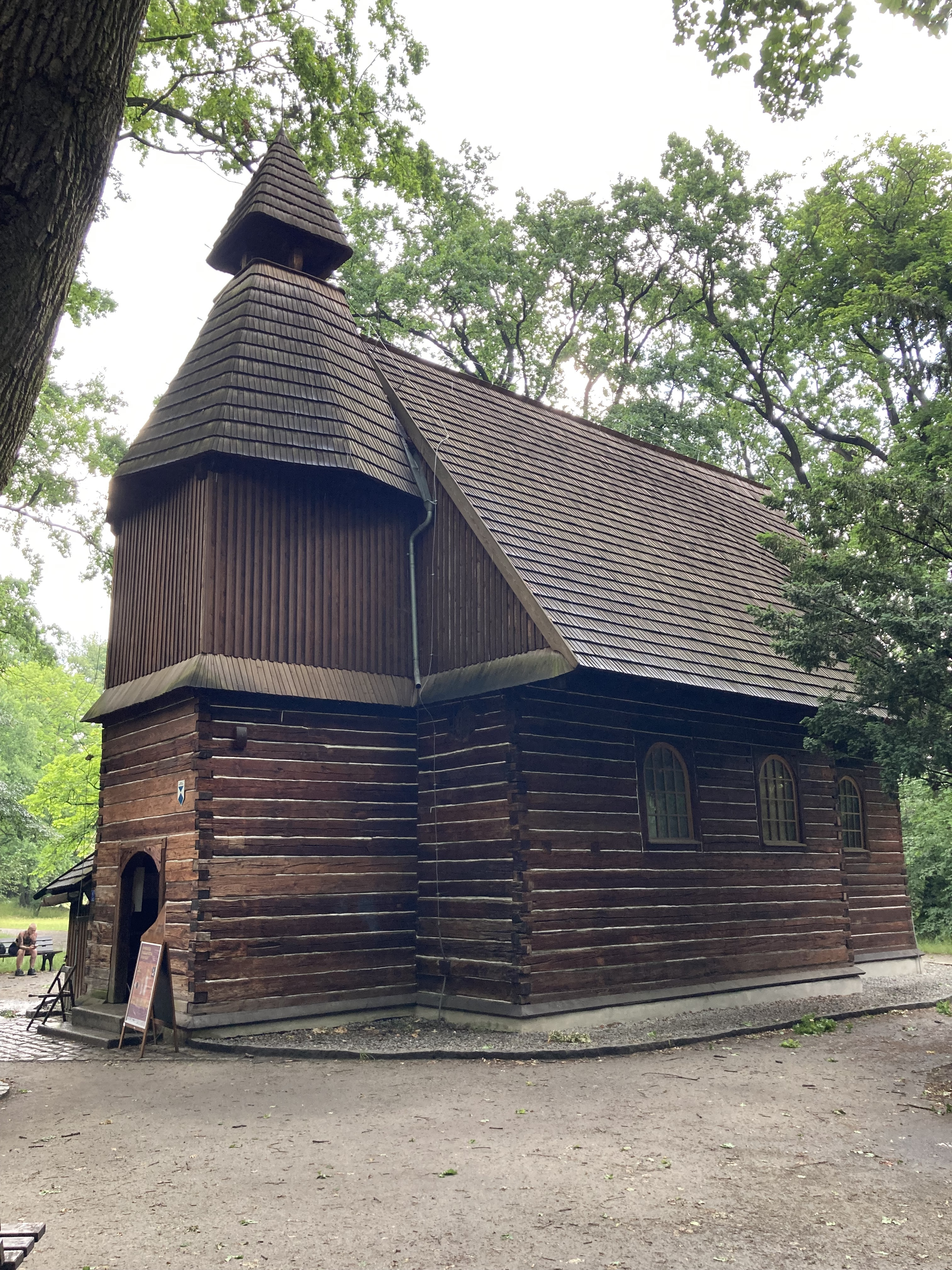
Außenansicht von Südwesten

Die Johannes-Nepomuk-Kirche (polnisch Kościół św. Jana Nepomucena, auch Kościół w parku Szczytnickim) befindet sich seit 1913 in Breslau. Die Schrotholzkirche wurde seit ihrem Bestehen bereits zweimal umgesetzt, nach ihrer Fertigstellung zum Ende des 15. oder Beginn des 16. Jahrhunderts stand sie zunächst in Alt Cosel. Vermutlich Ende des 18. Jahrhunderts wurde sie nach Kandrzin-Pogorzelletz und von dort 1913 an ihren heutigen Standort im Scheitniger Park in Breslau überführt.

## Geschichte
Zur Geschichte des Baus liegen teils widersprüchliche Informationen vor. Die Kirche wurde vermutlich an der Wende vom 15. zum 16. Jahrhundert in Alt Cosel erbaut; die Pfarrchronik gibt den 9. Mai 1499 als Tag der Kirchenweihe an. 1679 wurde erwähnt, die Kirche sei dem Patrozinium Mariä Geburt gewidmet. Weitere Quellen berichten, das Gotteshaus habe zur Pfarrei Johannes Nepomuk in Alt Cosel gehört. In den nachfolgenden Jahrhunderten verfiel es. 1806 soll der Turm der Kirche (noch in Alt Cosel) eingestürzt sein. Nach einer weiteren Quelle soll die Kirche bereits Ende des 18. Jahrhunderts in Alt Cosel abgebrochen und nach Kandrzin verbracht worden sein. Dort wurde das Patrozinium geändert und zum Schutzheiligen der hl. Nikolaus bestimmt. Spätestens um 1900, als in Kandrzin eine neue Kirche errichtet wurde, wurde die Johannes-Nepomuk-Kirche nicht mehr genutzt und begann abermals zu verfallen. 1913 wurde sie für eine geplante Ausstellung über Sepulkralkultur in den Scheitniger Park in Breslau versetzt und unter Leitung des Architekten Theo Effenberger wiederaufgebaut.
1957 erregte das Kirchengebäude Aufmerksamkeit, weil dort zahlreiche zuvor aus dem Nationalmuseum Breslau gestohlene Gemälde entdeckt wurden. Von 1957 bis 1966 fanden in dem Gebäude nochmals regelmäßig Gottesdienste statt. Heute ist das Kirchengebäude profaniert.

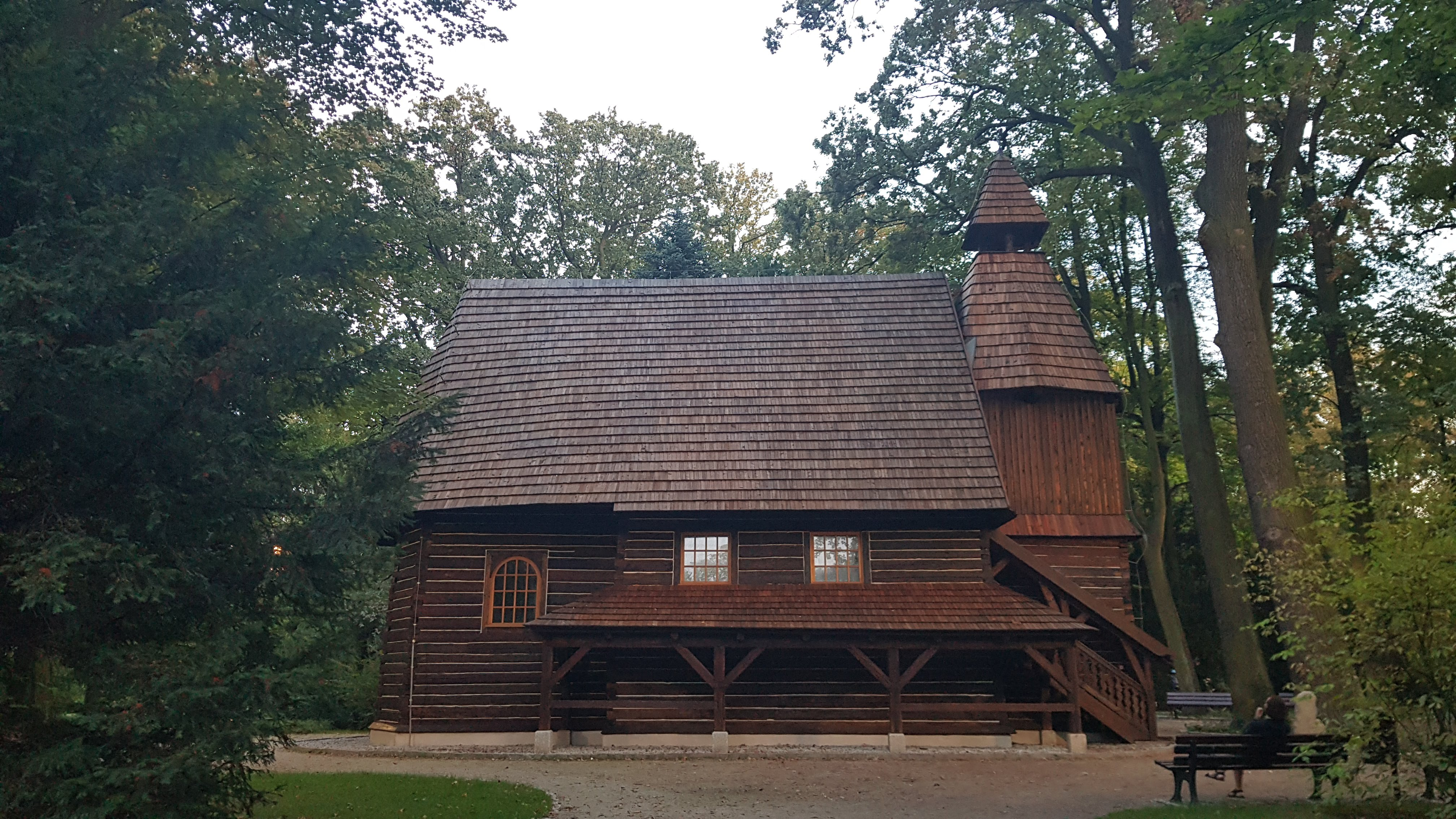
Außenansicht von Nordwesten
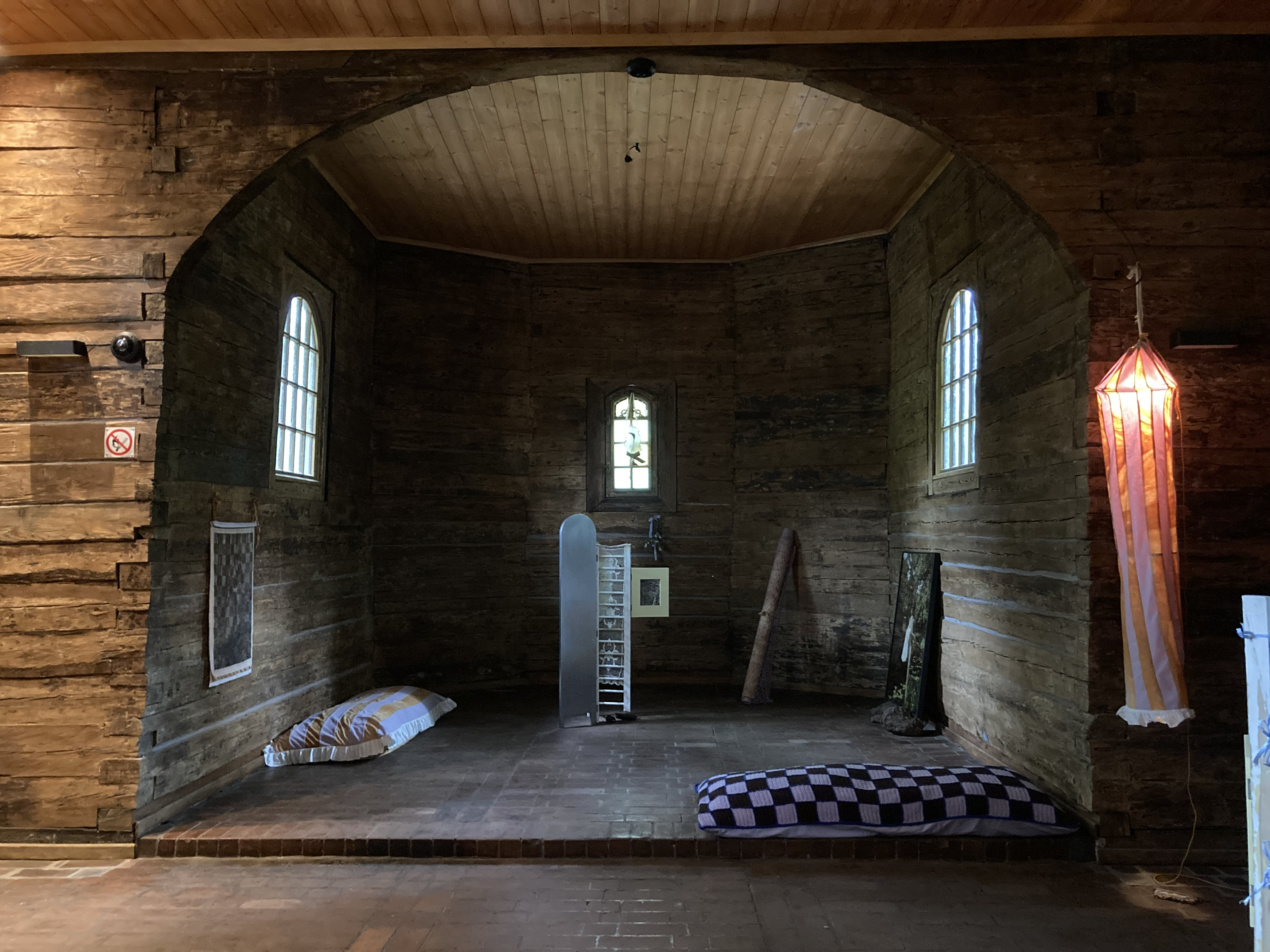
Blick in den Altarraum
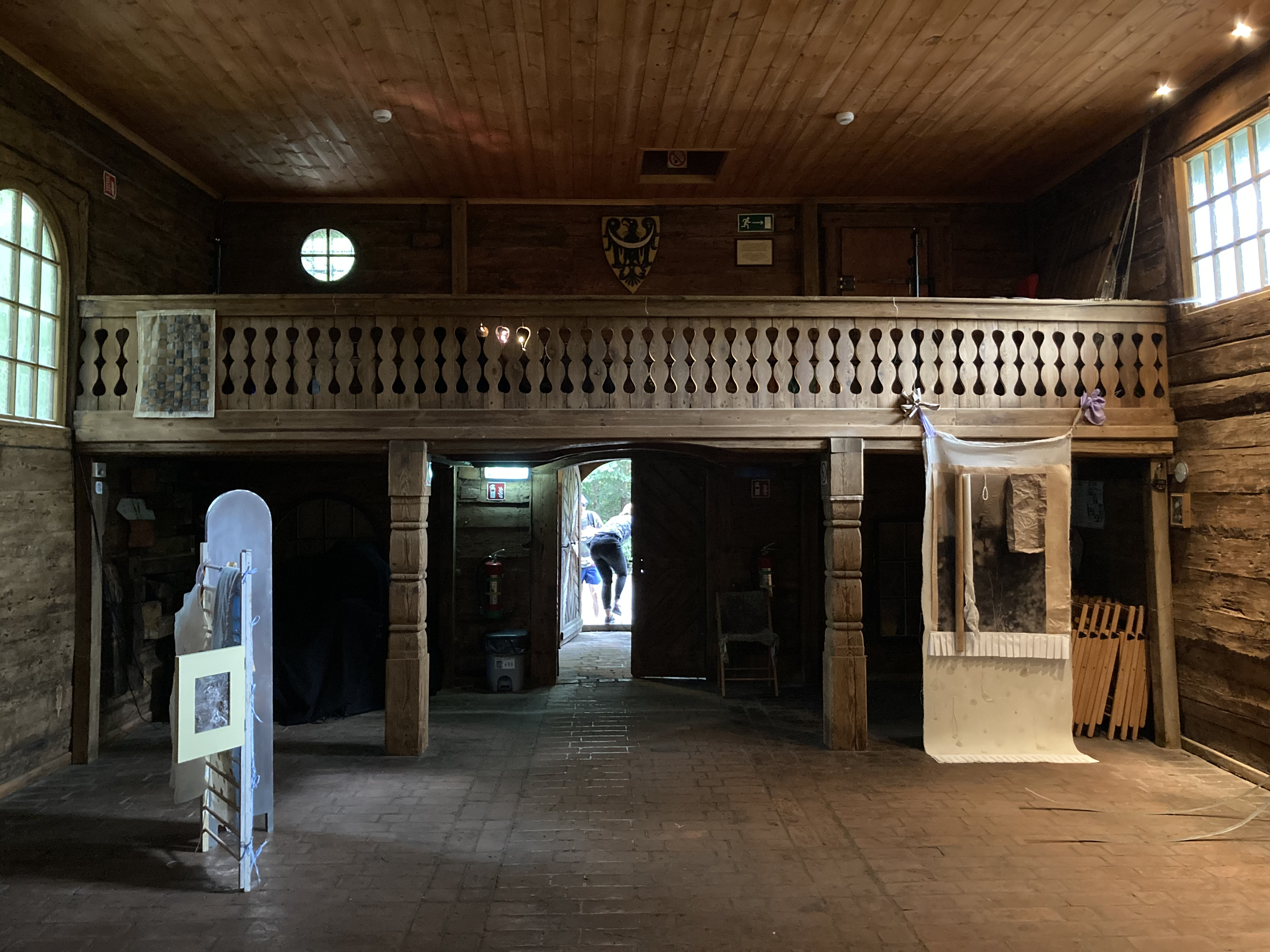
Blick in Richtung Eingang